# 彼得羅·卡塔爾迪
彼得羅·卡塔爾迪（義大利語：Pietro Antonio Cataldi，1548年4月15日—1626年2月11日）是義大利數學家。他不按傳統使用拉丁語教授數學，而用意大利語。
1588年，他發現第六個和第七個梅森質數以及對應的偶數完全數，但手稿於1594年被盜。重寫後，又於1603年以《Trattato dei numeri perfetti》為題發表自己的發現。

## 外部鏈接
- 約翰·J·奧康納; 埃德蒙·F·羅伯遜, ,  （英语）
- Galileo Project （页面存档备份，存于）